# Сан Бјазе (Салерно)
Сан Бјазе је насеље у Италији у округу Салерно, региону Кампанија.
Према процени из 2011. у насељу је живело 283 становника. Насеље се налази на надморској висини од 495 м.